# Niecka Mirador-Calakmul

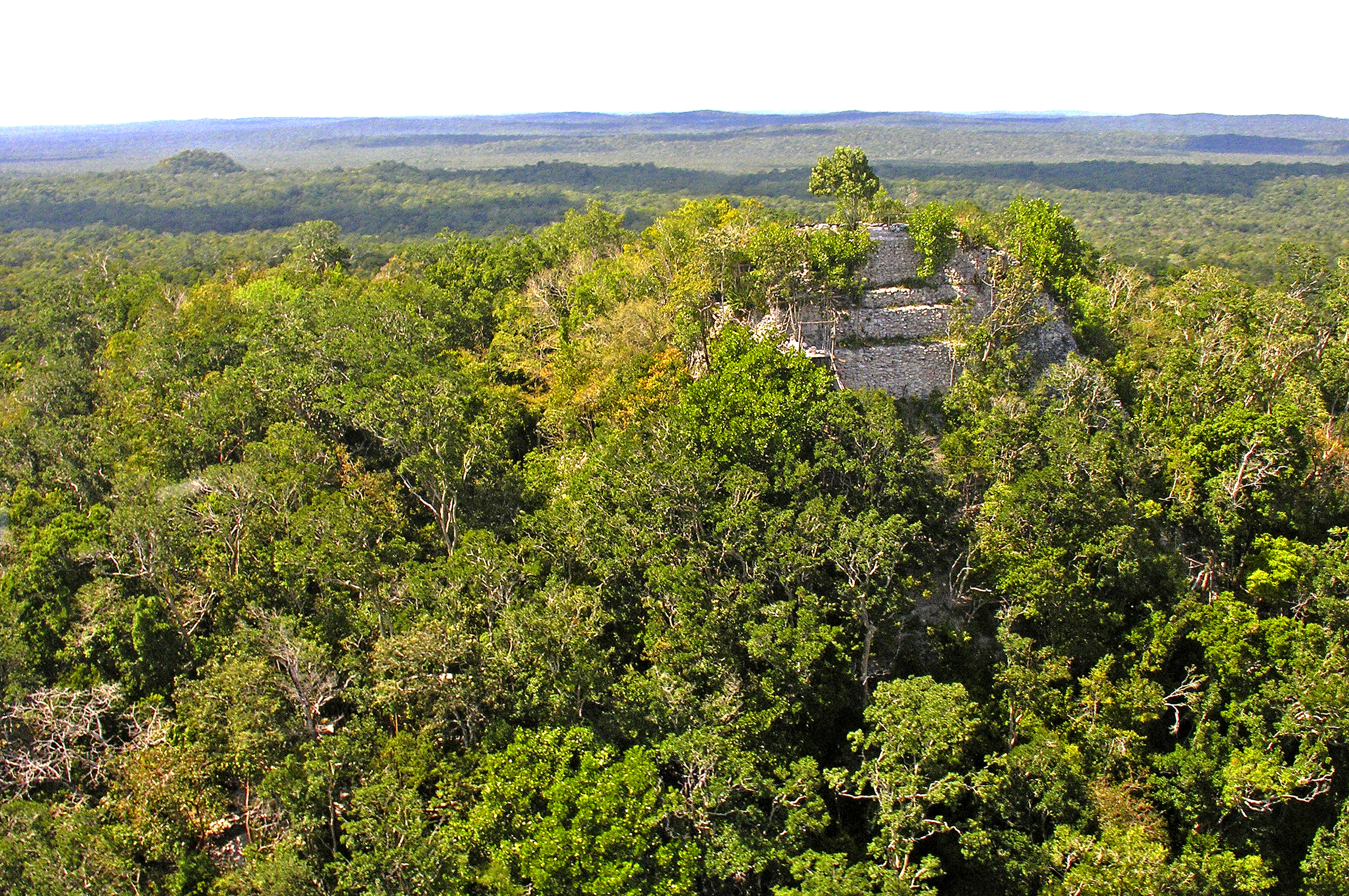
Szczyty piramid triadycznych El Tigre (w lewym górnym rogu) i La Danta w El Mirador, niecka Mirador-Calakmul

Niecka Mirador-Calakmul (hiszp: Cuenca Mirador, ang: Mirador-Calakmul Karst Basin – MCKB) to obszar geograficzny na półwyspie Jukatan w Ameryce Środkowej. Kraina leży częściowo na terenie departamentu Peten w północnej Gwatemali oraz południowo-wschodniego stanu Campeche w Meksyku. Kulturowo obszar ten znajduje się w samym sercu Nizin Majów. Współczesna granica państw rozdziela obszar niecki Mirador-Calakmul mniej więcej w połowie, przecinając dawne szlaki komunikacyjne i teren pierwszego złożonego organizmu państwowego na Nizinach Majów. W okresie preklasycznym (1000 p.n.e. – 250 n.e.) było to kilkadziesiąt ośrodków różnej wielkości, połączonych ze sobą siecią sacbeób – specyficznie budowanych dróg, w formie grobli ciągnących się dziesiątkami kilometrów, niwelując wszelkie nierówności podmokłego terenu. Istnienie niecki Mirador-Calakmul jako obiektu geograficznego bywa kwestionowane przez niektórych archeologów. Niektóre publikacje naukowe podają dla terenu o zbliżonym, zwykle nieco większym obszarze, nazwę Centralny Płaskowyż Krasowy (Central Karstic Uplands – CKU) albo Wewnętrzny Obszar Wyniesiony (Elevated Interior Region – EIR).

## Geografia i geologia niecki Mirador-Calakmul

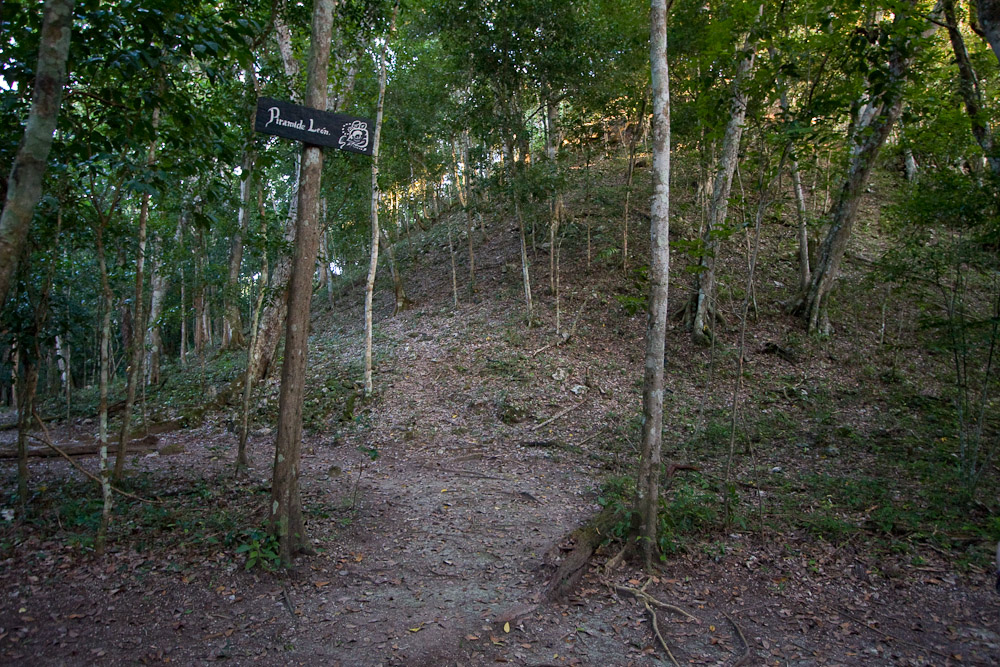
Podnóże piramidy triadycznej Leon w El Mirador

Niecka Mirador-Calakmul, podobnie jak cały półwysep Jukatan, to teren krasowy. Wapienne skały na powierzchni niecki pochodzą z neogenu. Od północy, wschodu i południa niecka Mirador-Calakmul otoczona jest linią krasowych wzniesień (hiszp: mogoles). Granica niecki na zachodzie jest słabiej widoczna. Obszar formuje płytką depresję o mniej więcej trójkątnym kształcie. Pokrytą jest ona w przeważającej części przez bagniste rozlewiska bajos/akalches, rozciągające się w porze deszczowej na powierzchni dziesiątek kilometrów kwadratowych. Wody z terenu niecki Mirador-Calakmul spływają ku rzece Candelaria i dalej do Laguna de Términos na wybrzeżu Zatoki Meksykańskiej. W przeszłości mogło to mieć wpływ na kierunek przepływu towarów i koncepcji cywilizacyjnych pomiędzy różnymi regionami Mezoameryki. Wiatry wieją tutaj zwykle ze wschodu. Analiza pyłków z niecki Mirador-Calakmul rysuje obraz wielkiej zmiany środowiskowej od trawiastych sawann do wilgotnego lasu tropikalnego około 6400 p.n.e. Las deszczowy, mimo wyrębów rabunkowych, porasta nadal gęsto omawiany obszar. Gleby należą przeważnie do nisko– i średniożyznych (gliniaste typy Uaxactun, Macanche i Yaloch). Bagniste gleby bajos zawierają rzadkie minerały jak todorokit (uwodniony tlenek magnezu).

## Historia Niecki Mirador-Calakmul

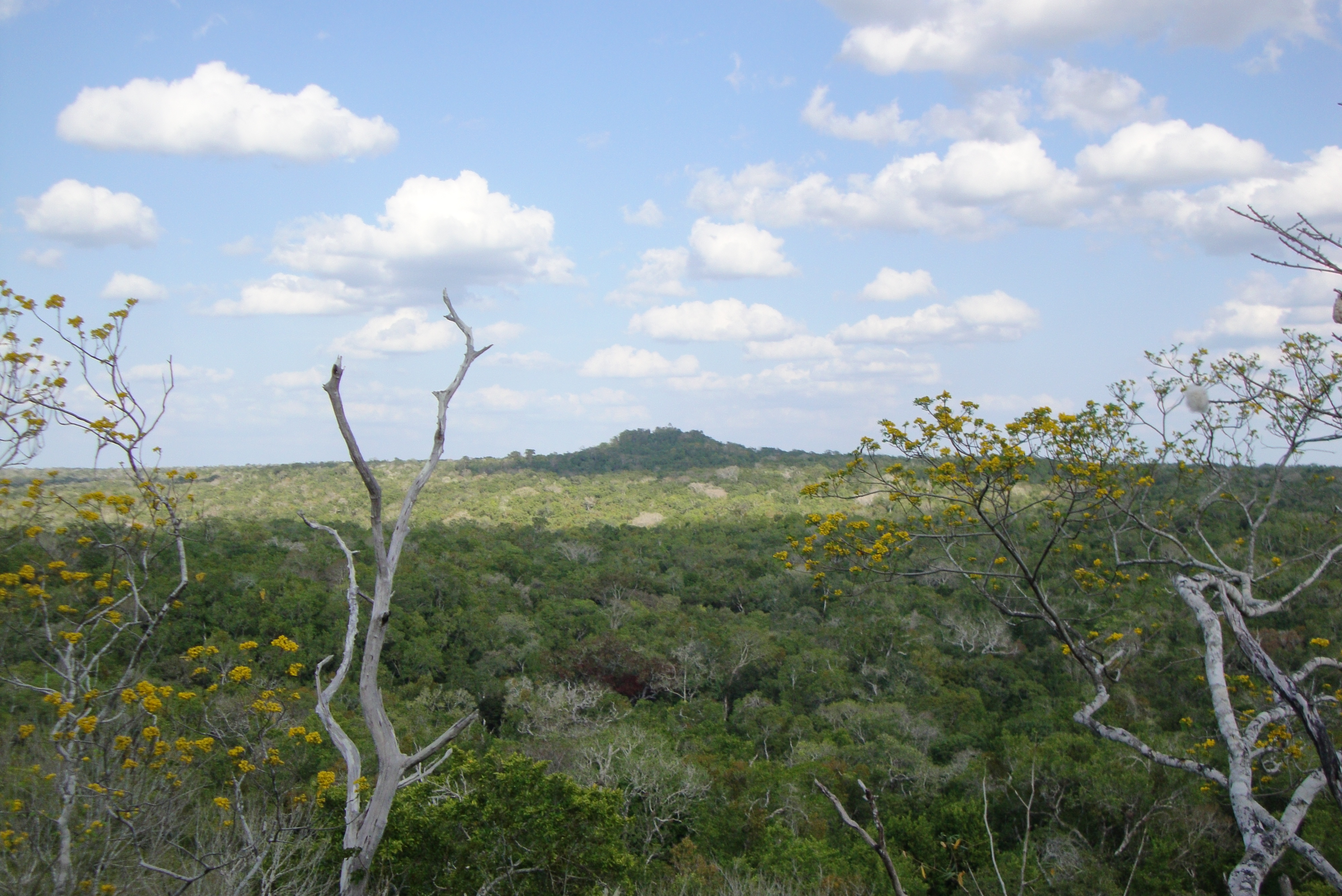
Szczyt piramidy triadycznnej La Danta ze szczytu piramidy triadycznej El Mono

Niecka Mirador-Calakmul oglądała świt cywilizacji na Nizinach Majów w okresie preklasycznym (2000 p.n.e. – 150 n.e.). Ceramika i kamienna architektura pojawiły się tu co najmniej 3 tys. lat temu, na początku epoki środkowopreklasycznej (1000-400 p.n.e.). W epoce późnopreklasycznej (400 p.n.e. – 150 n.e.) rozkwitła na tym terenie monumentalna architektura – potężne piramidy triadyczne o charakterystycznym układzie fraktalnym. Pochodzące z tego okresu kompleksy piramid triadycznych La Danta i El Tigre w El Mirador to największe i najbardziej masywne piramidy zbudowane kiedykolwiek przez Majów. Kilkadziesiąt ośrodków na terenie niecki Mirador-Calakmul zostało połączonych siecią imponujących międzymiastowych arterii – sacbeób. Architektura triadyczna pojawiła się też daleko poza obszarem niecki: tak daleko jak w Cerro Maya (Belize) na wybrzeżu Morza Karaibskiego, w Ichkabal w południowym Quintana Roo (Meksyk), czy Yaxuna na północy półwyspu Jukatan (stanowisko położone ~20 km na południe od Chichen Itza). Świadczy to co najmniej o kulturowym, jeśli nie politycznym wpływie, jaki wywierał tutejszy byt państwowy na centralne i północne Niziny Majów. W epoce schyłkowopreklasycznej (150-250 n.e.) większość miast z monumentalną architekturą, jak El Mirador czy Nakbe opustoszała. Wyjątki z protoklasyczną (150-250 n.e.) ciągłością zasiedlenia to np. Calakmul, Yaxnohcah czy Naachtun. Północna część niecki (np. La Muerta, Nakbe, Uxul) została później ponownie zasiedlona i pozostawała zamieszkana do końca okresu klasycznego (250-909 n.e.). Ostatni znany, datowany przez Majów monument z tego terenu to stela 61 z Calakmul, z datą zakończenia k'atunu 12 Ahau (909 r. n.e.).

### Domestykacja kukurydzy i zmiana trybu życia

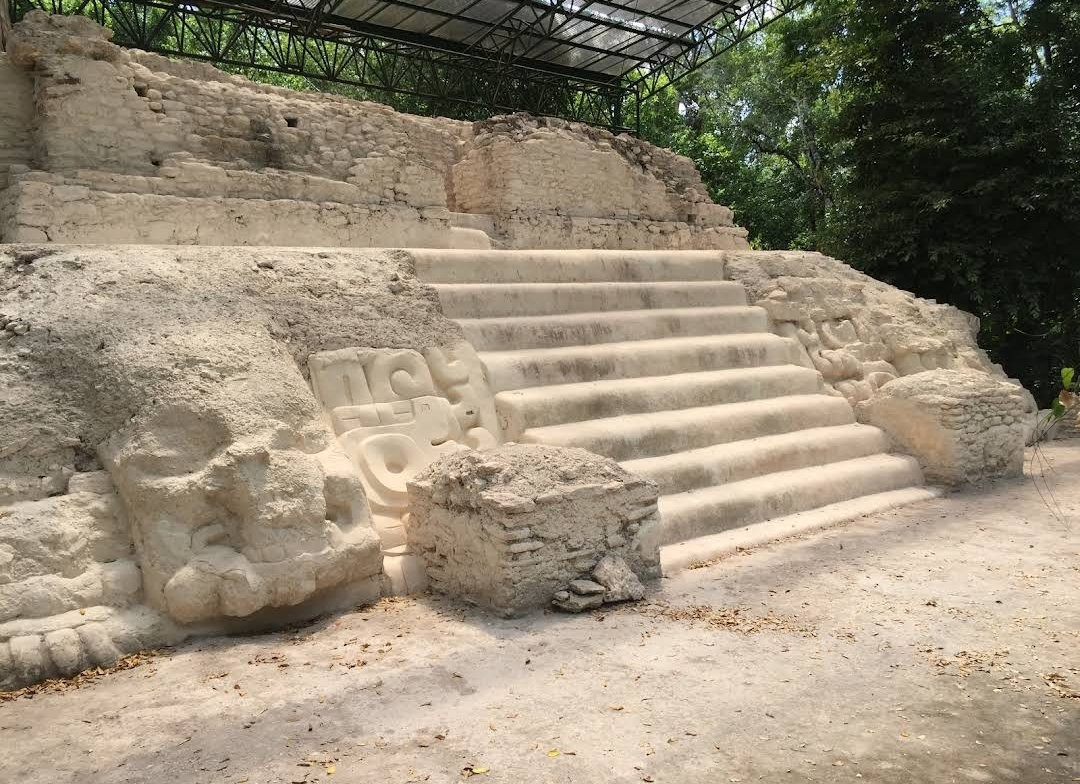
Reliefy na piramidzie Garra del Jaguar w El Mirador

Najstarsze ślady kukurydzy na terenie niecki Mirador-Calakmul znalezione zostały w rdzeniach pobranych ze śródleśnej laguny Puerto Arturo mają 4750-4440 lat. Około 2650 p.n.e., obok kukurydzy, pojawiła się też ambrozja, dając kolejny przyczynek do wnioskowania o zaistnieniu na terenie niecki Mirador-Calakmul rolnictwa jeszcze w okresie archaicznym (10000-2000 p.n.e.). Jak dotąd nie udało się jednak powiązać z przesłankami archeobotanicznymi żadnych śladów kulturowych. W latach 1420-1270 p.n.e. drastycznie spadła ilość pyłków drzew, świadcząc o powszechnej deforestacji niecki Mirador-Calakmul. Wzrosła natomiast ilość pyłków kultywaru uprawnej kukurydzy (Zea mays) oraz Amaranthaceae i Asteraceae (ambrozja). Pozwala to wnioskować o stałym osadnictwie na terenie niecki Mirador-Calakmul już w epoce wczesnoklasycznej (2000-1000 p.n.e.). W Nakbe pojawiła się też najstarsza ceramika, należąca do wczesnej fazy Ox, z którą powiązać można gliniane klepiska i otwory popalikowe wydrążone w skale macierzystej.

### Początki cywilizacji na Nizinach Majów

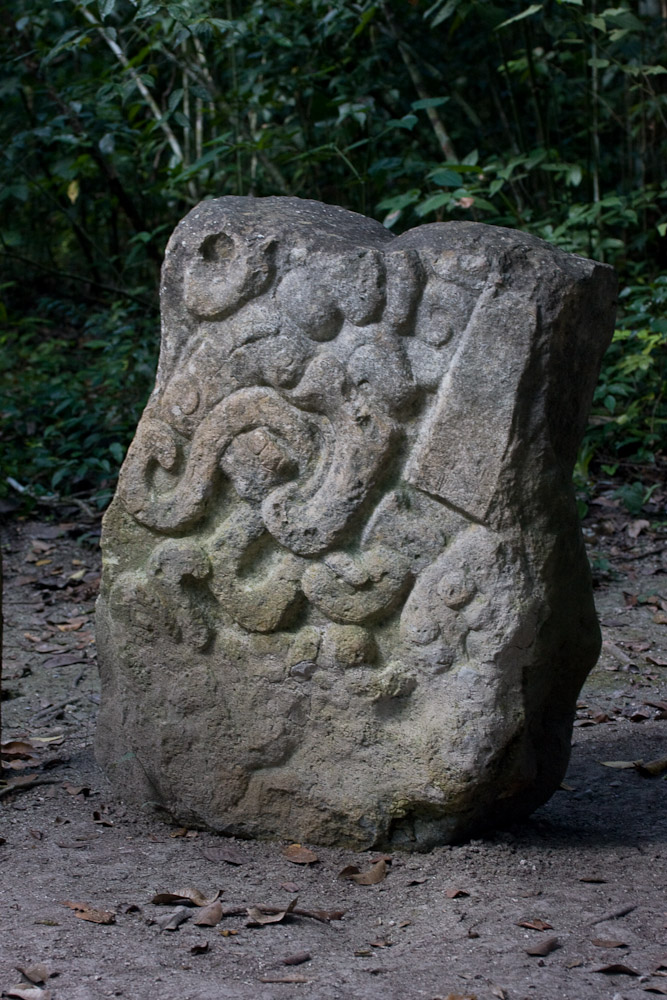
Stela 2 z El Mirador z nieodczytaną preklasyczną inskrypcją

W epoce środkowopreklasycznej (1000-400 p.n.e.) w niecce Mirador-Calakmul narodziła się cywilizacja na Nizinach Majów. Między 1000 a 800 r. p.n.e. pojawiły się pierwsze kamienne platformy na stanowiskach Nakbe, El Mirador, Xulnal, La Isla, El Güiro (Wakna) czy El Pesquero. Około 700 r. p.n.e. w Nakbe zbudowano jedną z najstarszych grup E na Nizinach Majów – specyficznych obserwatoriów solarnych, służących do strojenia 260-dniowego kalendarza, używanego przez cywilizacje Mezoameryki w rolnictwie (w mezoamerykańskich kalendarzach nie stosowano interkalacji). Z podobnego okresu pochodzi również grupa E w Yaxnohcah (maaya: Perwszy Wielki Dom), które mogło być w tamtym czasie większym ośrodkiem niż Nakbe. Kolejne stulecia to rozkwit pierwszych miast jak Yaxnohcach, Nakbe, El Mirador, Balamnal, El Güiro (Wakna), El Tintal i nieco mniejszych ośrodków jak Xulnal, Paixban, El Pesquero, Kulnal, La Florida, La Ceibita, La Isla, czy Calakmul.

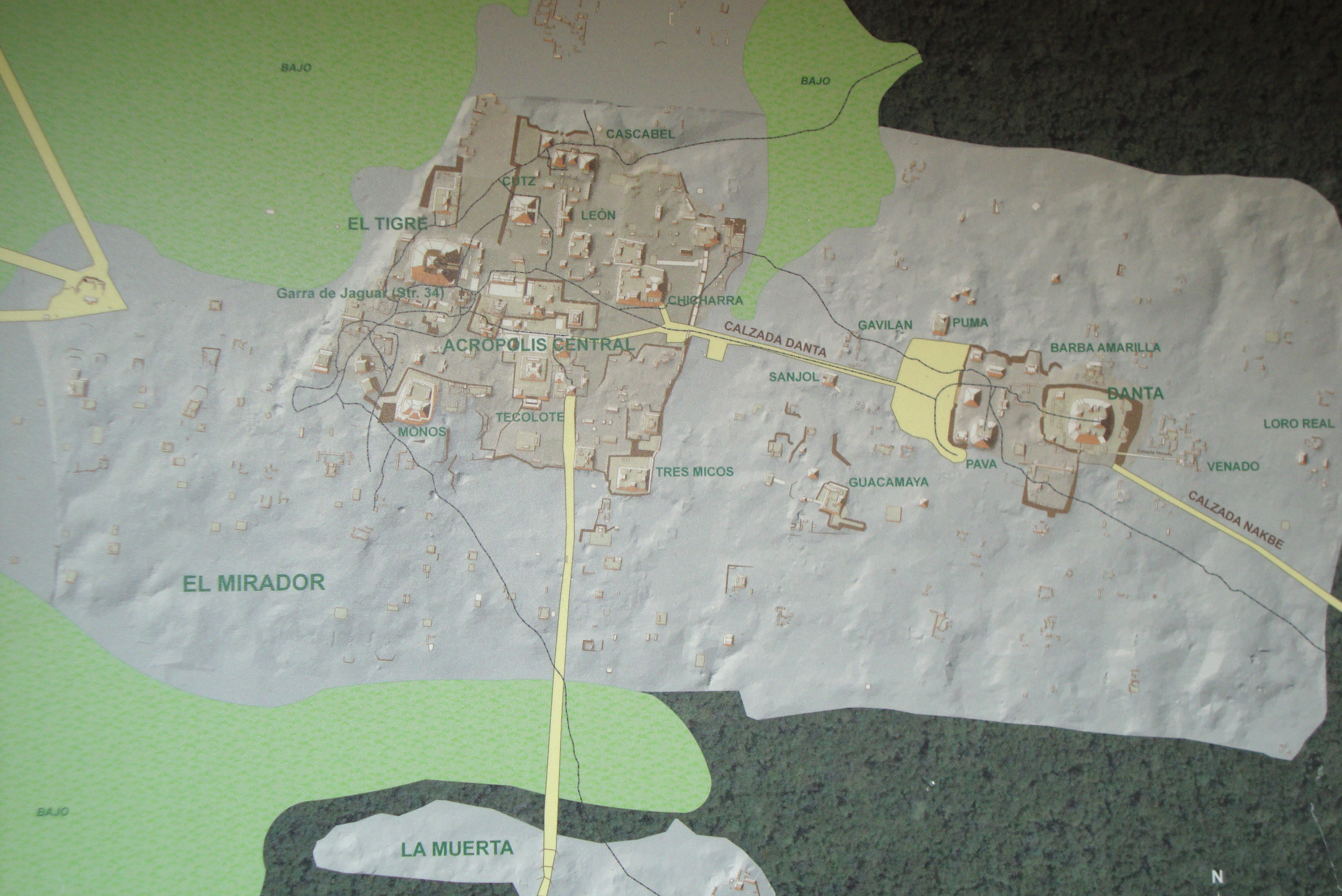
Mapa El Mirador z zaznaczonymi drogami w stronę Uxul, La Muerta i Nakbe (fot: Ronyrocael)

Analiza danych z LiDAR opublikowana na początku 2023 r. pozwoliła wyróżnić na terenie Niecki Mirador (czyli tylko po południowej stronie granicy) 417 ośrodków, w tym jedną metropolię (El Mirador), kilkanaście większych i mniejszych miast oraz setki coraz to mniejszych ośrodków. Zmapowano ponad 177 km łączących te ośrodki dróg – sacbeób, które pobudowano w latach w latach 600-400 p.n.e. Większość stanowisk była wcześniej znana, choć media informowały wtedy o odkryciu nawet 1000 nowych miast Majów, a największym z odkrytych za pomocą LiDARu ośrodków było Balamnal. Wykopaliska archeologiczne pozwoliły potwierdzić zanurzenie niecki Mirador-Calakmul w sieci panmezoamerykańskiej wymiany towarowej. Dalekosiężnymi szlakami handlowymi sprowadzano tu wtedy muszle skrzydelnika wielkiego, Prunum apicinum i koralowce znad Morza Karaibskiego, muszle łódkonogów z wybrzeża Pacyfiku, obsydian z El Chayal i San Martín Jilotepeque na Wyżynach Majów (Gwatemala), bazalt, granit i inne skały, jak kryształy kwarcu z Wyżyn i z Gór Maya oraz jadeit z doliny rzeki Motagua. W epoce późnopreklasycznej (400 p.n.e. - 150 n.e.) ściągano wyszukaną ceramikę z Wyżyn Majów, nie tylko z terenu dzisiejszej Gwatemali, ale i z Salwadoru.

### Upadek preklasycznej cywilizacji Majów
W epoce schyłkowopreklasycznej (150-250 n.e.) wielkie miasta na terenie niecki Mirador-Calakmul opustoszały. Przyczyna pierwszego kolapsu cywilizacji Majów nie jest pewna. Archeolodzy dywagują o klęsce ekologicznej, spowodowanej wyczerpaniem zasobów i degradacją środowiska naturalnego. Okresy słabości przyciągają jednak też wojnę – w zapisie archeologicznym z El Mirador i Nakbe widoczne są ślady wskazujące na militarną ekspedycję z odległego Teotihuacan: groty wykonane z zielonkawego obsydianu ze środkowomeksykańskich wychodni w rejonie Pachuca, kontrolowanych w owym czasie przez Teotihuacan, znalezione pomiędzy szkieletami na powierzchni jednej z piramid El Mirador (Bitwa na Schodach El Tigre) oraz stele z El Mirador i Nakbe sprofanowane z użyciem środkowomeksykańskiej symboliki. Źródła epigraficzne sugerują przejęcie kontroli nad El Tintal przez ośrodek Rio Azul (Peten, Gwatemala). Nie inaczej miało się z preklasycznymi ośrodkami z architekturą triadyczną poza terenem niecki Mirador-Calakmul: 1) Cerro Maya (Belize) nad Morzem Karaibskim zostało opuszczone; 2) Populacja z Ichkabalu w Quintana Roo (Meksyk) przeniosła się prawdopodobnie do pobliskiego Dzibanche; 3) W Yaxunie na początku epoki wczesnoklasycznej (250-550 n.e.) doszło do zbrojnej interwencji ze strony związanego wyraźnie z Teotihuacan Oxkintoku w regionie Puuc i rytualnej egzekucji całej królewskiej rodziny.

### Niecka Mirador-Calakmul w okresie klasycznym

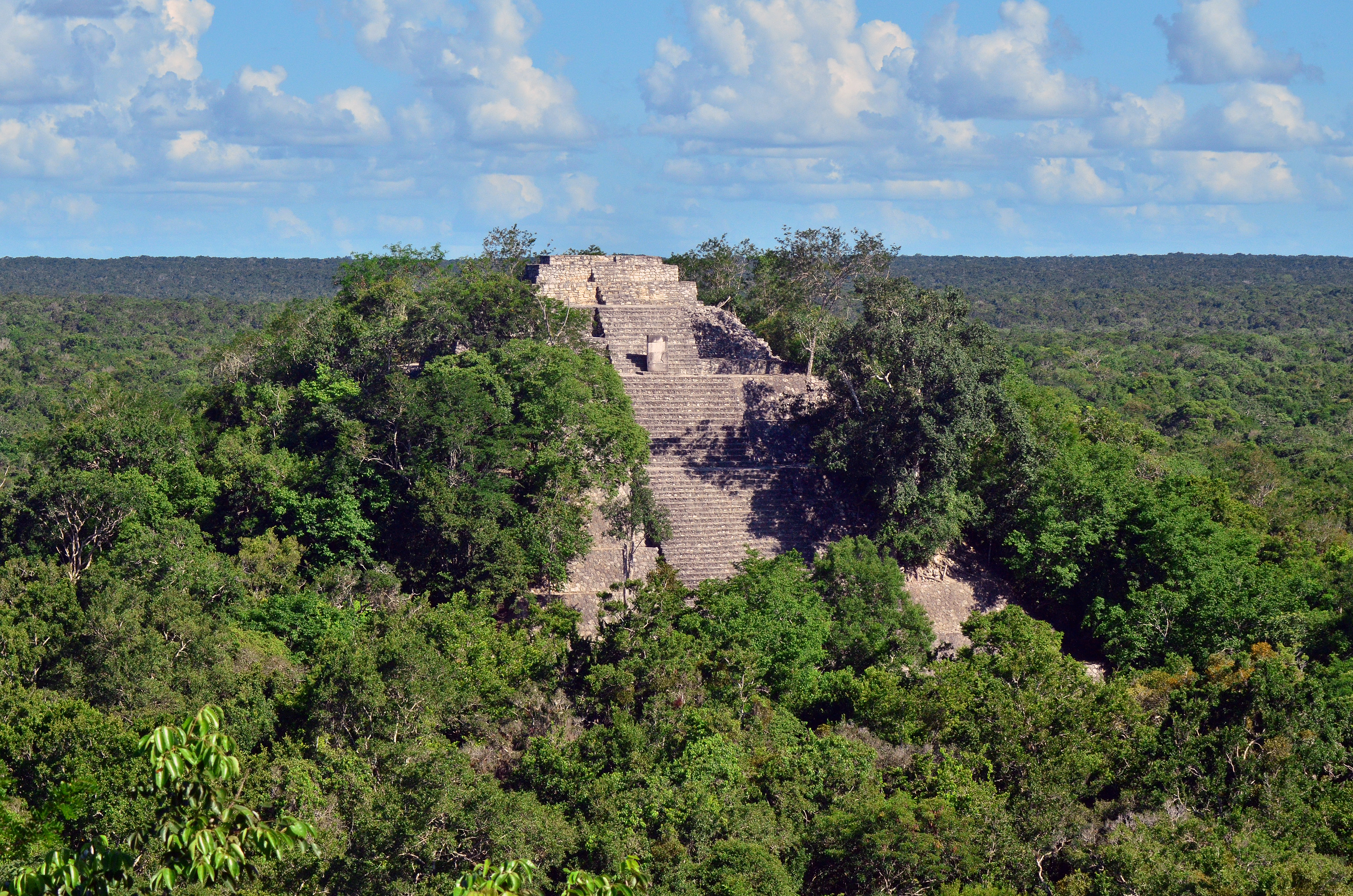
Piramida I w Calakmul jest zorientowana boczną krawędzią w odległą o 38 km piramidę La Danta w El Mirador

W epoce późnoklasycznej (550-830 n.e.) na najbardziej wpływowy ośrodek cywilizacji na Nizinach Majów wyrosło Chiiknahb' (Calakmul), stolica państwa Uxte'tuun (maaya: Pierwotne Palenisko, dokładnie Trzy Kamienie). Chiiknahb' (maaya: Laguna Oposa) leży 21 km na północny zachód od Yaxnohcahu – dużego preklasycznego ośrodka z centralnie położoną grupą E i licznymi kompleksami zorientowanych na nią piramid triadycznych. Między Calakmule, a Yaxnohcahem rozciąga się Bajo El Laberinto – w okresie klasycznym jedna z głównych arterii handlowych i komunikacyjnych Majów. Wraz z upadkiem preklasycznej cywilizacji Majów Calakmul musiało zyskać na znaczeniu kosztem gasnącego Yaxnohcah, podobnie jak miało to miejsce w wypadku El Mirador i >> El Tintal, Ichkabal i >> Dzibanche czy Cerro Maya i >> Santa Rita Corozal. W Calakmul również zachowały się ślady późnopreklasycznej architektury jednak są one położone głęboko pod wczesno- i późnoklasycznymi fazami budowy wielkiej piramidy II.

#### Hegemonia dynastii Węża (Kaanul)

Patronim dynastii Kaanul

W 636 r. n.e., w wyniku wojny domowej wewnątrz dynastii Węża (Kaanul) przeniesiono rytualnie świętą jaskinię i stolicę dynastii Kaanul z Dzibanche do Calakmul. Wczesnoklasyczna stolica została splądrowana, jej monumenty sprofanowane lub wywiezione (w Dzibanche nie znaleziono ani jednej steli podczas, gdy w Calakmul jest ich 120), zaś zasiadający na tronie władca – Waxaklajuun Ub'aah Kaan pojmany i cztery lata później złożony w ofierze. Protoplastą (k’awiilem) nowej dynastii został Yuknoom Ch’een II Wielki. Władca, który stworzył największą hegemonię okresu klasycznego (250-909 n.e.) na Nizinach Majów. Strefa wpływów tronu Węża z Calakmul rozciągała się za czasów Yuknooma Wielkiego po Caracol w Górach Maya (Belize), położone 165 km na południowy wschód, Moral-Reforma (Chiapas, Meksyk) położone 162 km na zachód, czy Cancuen położone aż 230 km na południe.

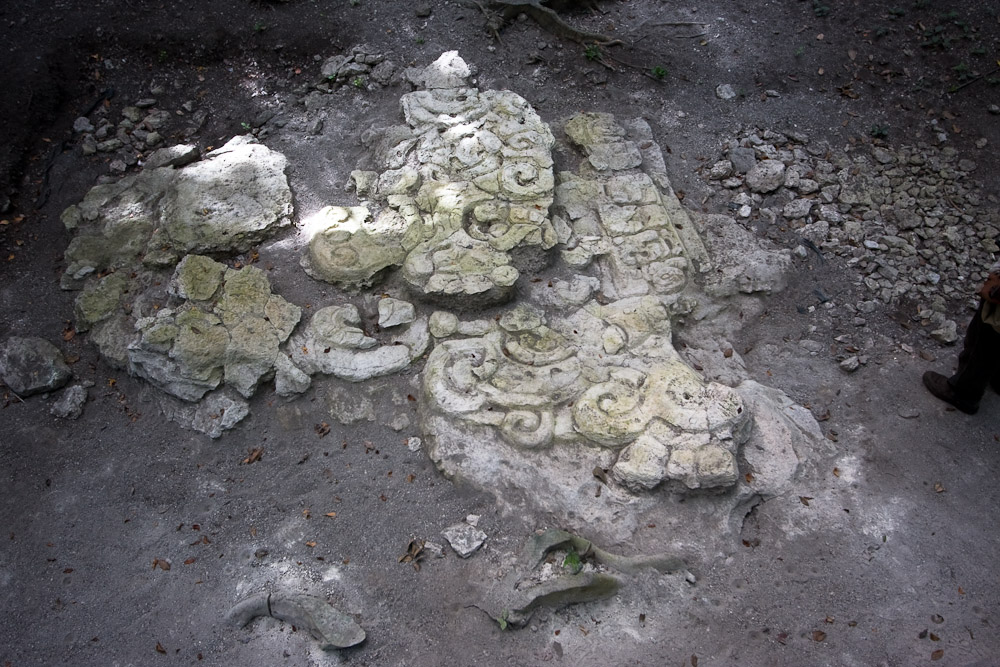
Inskrypcja z La Muerta (El Mirador) zwierająca m.in. najstarsze znane wystąpienie patronimu Kaanul na Nizinach Majów (fot: Greg Willis)

W epoce późnoklasycznej (550-830 n.e.) zasiedlono ponownie preklasyczne ośrodki jak El Mirador, El Tintal czy Nakbe, jednak w niewielkiej części, która nie zaburzyła w znacznej mierze preklasycznych warstw kulturowych tych stanowisk. Zhierarchizowane populacje zamieszkiwały El Porvenir, Naachtun, Tamazul, La Pailona, Lechugal, Uxul, czy Pared de los Reyes. W Yaxnohcah znaleziono ślady nieprzerwanego użytkowania stanowiska aż do XV stulecia n.e. Ponowne zasiedlenie preklasycznych ośrodków mogło mieć związek z maksymalizacją wykorzystania zasobów przez dynastię Węża (Kaanul) rządzącą w owym czasie z Calakmul. To w Nakbe, lub w jego okolicach, powstały słynne puchary dynastyczne, które, zawierając sekwencje władców dynastii Węża z datami koronacji, nie odpowiadają (poza jednym wyjątkiem) tym znanym z inskrypcji na monumentach.
Hegemonia Węży (Kaan) otrzymała potężny cios w 695 r. n.e., kiedy następca Yuknooma II Wielkiego – jego syn Yuknoom Yich’aak K’ahk’ II został pokonany przez Jasaw Chan K’awiila I z Yax Mutul (Tikal). Syn Jasaw Chan K’awiila – Yik’in Chan K’awiil pobił następnie w 736 r. n.e., tuż po wstąpieniu na tron, Yuknoom Took’ K’awiila – następcę Yuknoom Yich’aak K’ahk’a II. Ostatni Wąż z Calakmul, o którym wspominają inskrypcje to Wamaw K’awiil, który doprowadził prawdopodobnie do buntu władcy odległego Quirigua (Izabal, Gwatemala) przeciw jego suwerenowi. K’ahk’ Tiliw Chan Yopaat z Quirigua w 738 r. n.e. pojmał i złożył w ofierze Waxaklajuun Ub'aah K’awiila z Uxwitik (Copan) w dzisiejszym Hondurasie, kończąc w ten sposób trwającą ponad 300 lat podległość i lojalność władców Quirigua boskim władcom Uxwitik (Copan). Hegemonia Kaanul upadła, w mieście Chiiknahb' (Calakmul), stolicy państwa Uxte’tuun na tron powróciła dynastia pieczętująca się glifem Nietoperza (Suutz’), która panowała tam przed Wężami.

### Upadek klasycznej cywilizacji Majów

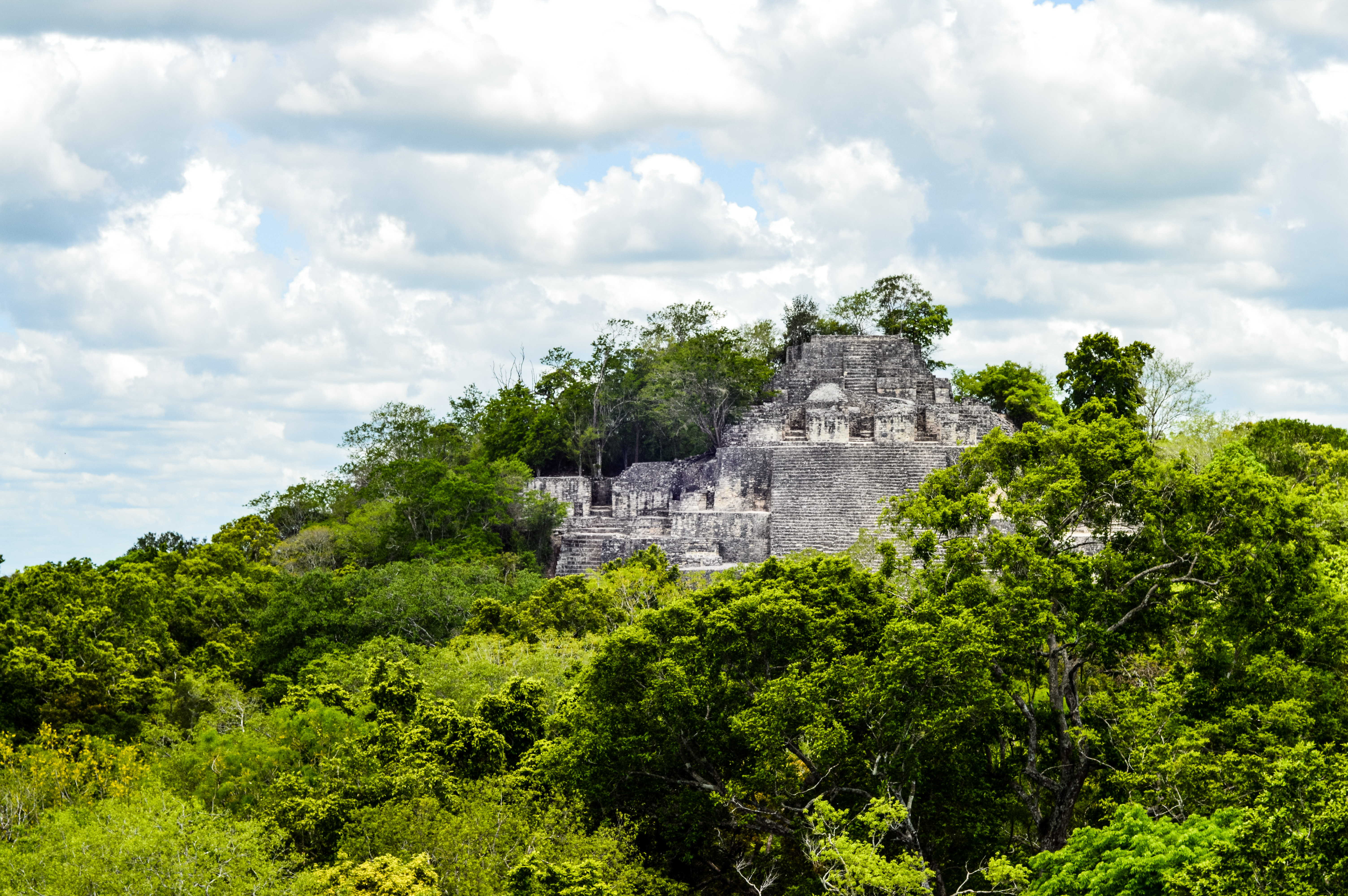
Piramida I w Calakmul

Na początku IX stulecia n.e., w latach 810-830 n.e., południowe Niziny Majów ogarnęła wojenna pożoga, której, po upadku wielkich rodów nikt już nie kontrolował. Mimo iż wojny ustały, społeczny porządek uległ zachwianiu, a cywilizacja na południowych Nizinach Majów zaczęła chylić się ku nieuchronnemu upadkowi. Ludzie odwrócili się od swych władców, a wielkie ośrodki opustoszały. Ostatni monument w Calakmul datowany przez Majów na zakończenie k’atunu 12 Ahau (w Długiej Rachubie odpowiadałoby to 10.4.0.0.0 12 Ahau 3 Uo czyli 20 I 909 n.e. zgodnie z korelacją kalendarzy 584285 – GMT+2) to nieduża i prymitywnie wykonana stela 61. W okresie postklasycznym (909-1528/1697 n.e.) wielkie ośrodki na terenie niecki Mirador-Calakmul i południowych Nizin Majów zaczął porastać las. Do czasów wielkich eksploracji na początku XX stulecia odwiedzali je jedynie chicleros – ludzie pozostający dłuższy czas w selwie, pozyskując naturalny surowiec gumy do żucia.

## Epoka wielkich odkryć archeologicznych

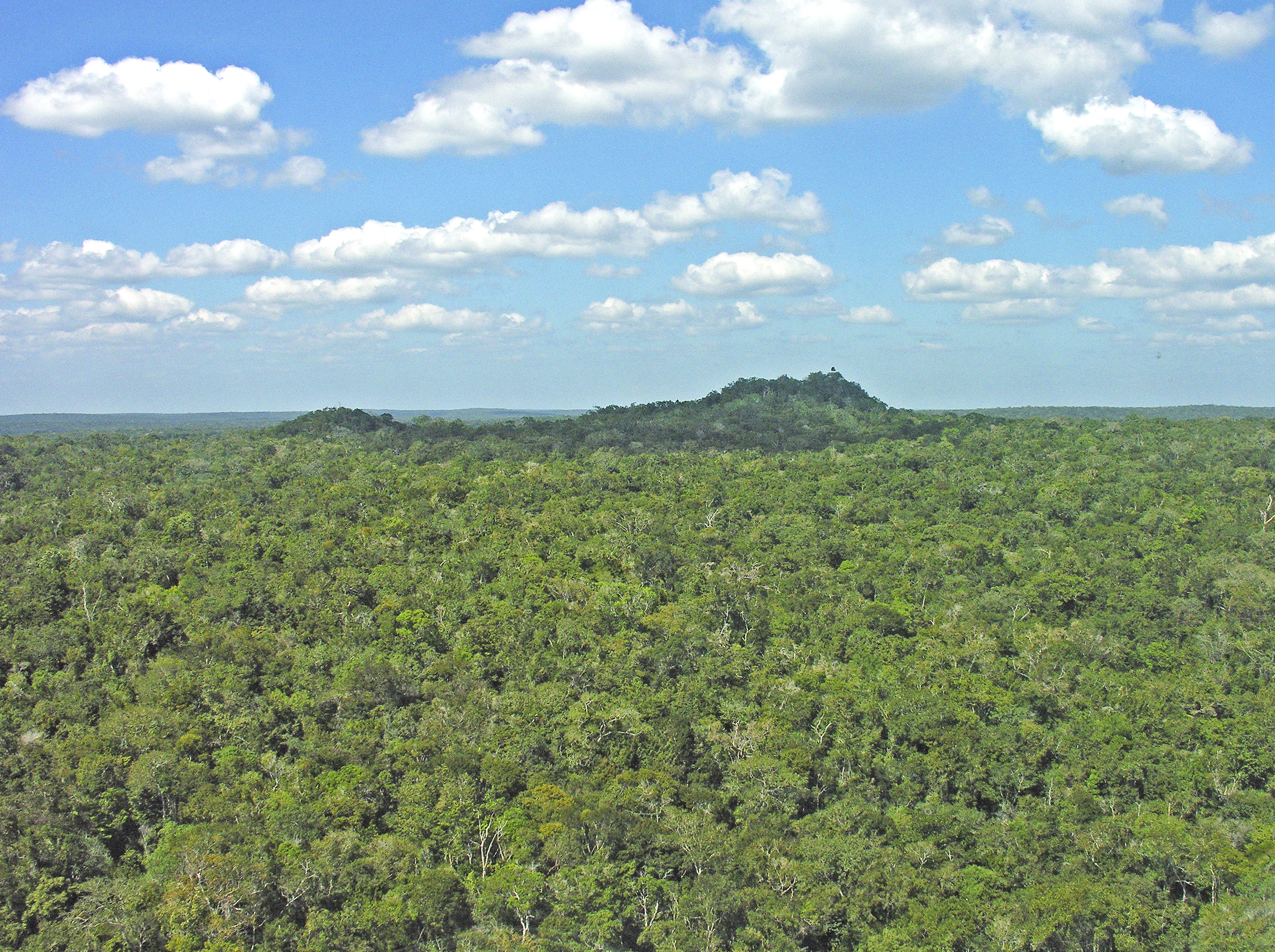
Szczyty odległych od siebie o 2 km piramid triadycznyh El Tigre - Puma (po lewej) i La Danta - Tapir (po prawej) w El Mirador

W 1931 r. Cyrus L. Lundel (1907-1993) otrzymał od chicleros informację o ruinach, które nazwał Calakmul (maaya: Dwa Wielkie Kopce), a następnie zgłosił pracującym w Chichen Itza archeologom z Carnegie Institution of Washington. Sylvanus G. Morley zorganizował natychmiast pierwszą ekspedycję, zaś towarzyszący mu Karl Ruppert i John Dennison Jr. prowadzili później kolejne. Prócz Calakmul, na terenie niecki Mirador-Calakmul dotarli do ruin Naachtun, Oxpemul i La Muralla, być może nawet do Nakbe. Większość z tych miejsc zaginęła następnie na kolejne kilkadziesiąt lat. W efekcie lotniczych zwiadów przeprowadzonych w latach 1929-1930 r. przez Masona i Lindbergha w poszukiwaniu zaginionych miast Majów potężne kompleksy piramid triadycznych La Danta i El Tigre w El Mirador zaklasyfikowano jako wygasłe wulkany. Dopiero w 1963 r. do wielkich piramid w El Mirador i Nakbe dotarł Ian Graham – przedostatni z wielkich archeologów polowych, który również dostrzegł je z powietrza. W drugiej dekadzie XX w. do ruin Oxpemul i Yaxnocah dotarł Ivan Šprajc.

## Wartość kulturowa Niecki Mirador-Calakmul

### Preklasyczna architektura

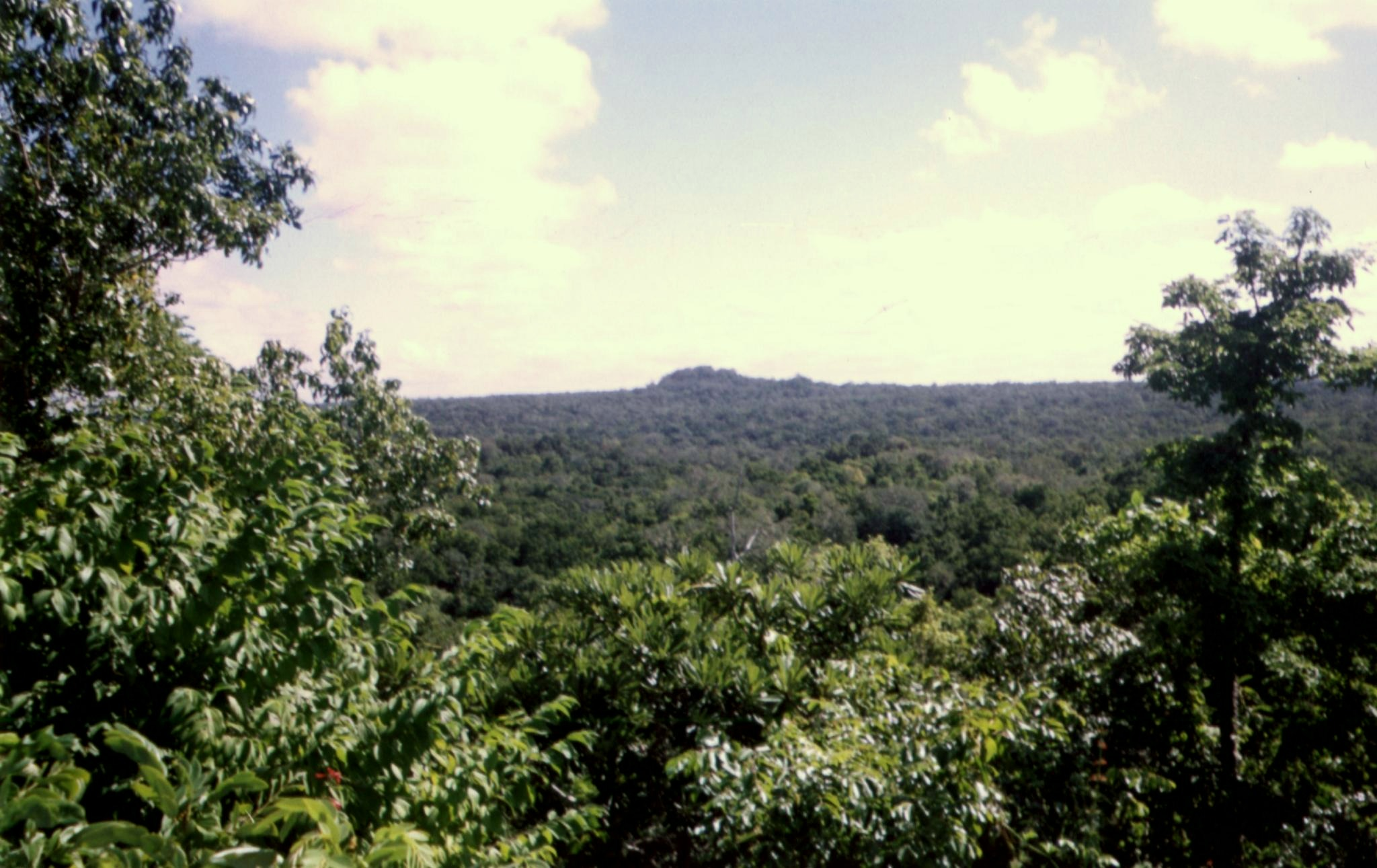
Widok ze szczytu jednej z piramid triadycznych w El Tintal

Najstarsze miasta na Nizinach Majów koncentrowały się wokół grup E, a następnie boisk do pitz, które także były nośnikami wartości kulturowej. Monumentalna architektura oznaczała przynależność do określonej strefy wpływów. Niecka Mirador-Calakmul mocno zaznacza się pod tym względem na preklasycznej mapie Mezoameryki. W El Mirador znaleziono do tej pory aż osiem grup E, w Nakbe znajduje się najstarsza z nich na terenie niecki. Wschodnia platforma grupy E w El Güiro (Wakna) ma 210 m długości i pozostawała największą grupą E w Mezoameryce, do czasu odkrycia jeszcze większej na platformie w Aguada Fenix (401 m). W najstarszych miastach na terenie niecki Mirador-Calakmul, jak Nakbe, oprócz jednych z najstarszych grup E na Nizinach Majów, występują również jedne z najstarszych czultunów (maaya: chultun l.mn. chultunób) – podziemnych zespołów komór o nadal nie rozpoznanym przez naukę przeznaczeniu.

#### Piramidy triadyczne

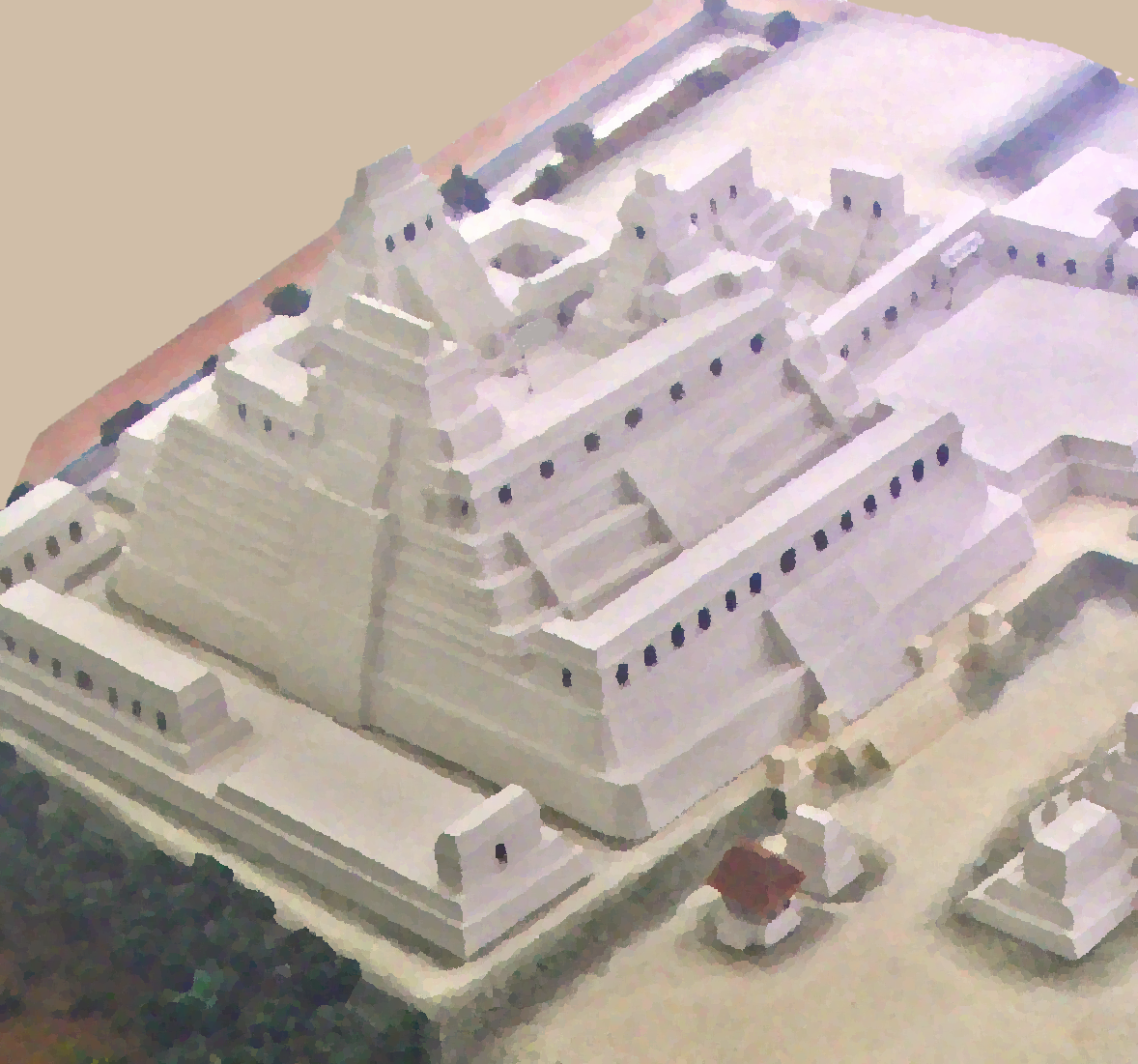
Model triadycznej piramidy Kaana w Caracol, Góry Maya, Belize

Triadyczne układy budowli wpisały się na stałe w warstwę symboliczną urbanistyki Majów. W okresie klasycznym (250-909 n.e.) piramidy triadyczne wzniesiono np. w Dzibanche (Quintana Roo, Meksyk) i Caracol (Góry Maya, Belize). Układem triadycznym jest również Grupa Krzyża w Palenque (Chiapas, Meksyk). Piramidy triadyczne z okresu preklasycznego nieprzykryte młodszymi warstwami kulturowymi zachowały się na takich stanowiskach, jak Cerro Maya (Zatoka Chetumal, Belize), Ichkabal (Quintana Roo, Meksyk) czy Yaxuna (Jukatan, Meksyk). Jednak największe nagromadzenie ich najlepiej zachowanych przykładów pozostaje na terenie niecki Mirador-Calakmul, na stanowiskach jak: El Mirador, Nakbe, El Tintal (Peten, Gwatemala) czy Yaxnohcah (Campeche, Meksyk).

### Preklasyczne rzeźby

#### Maski architektoniczne

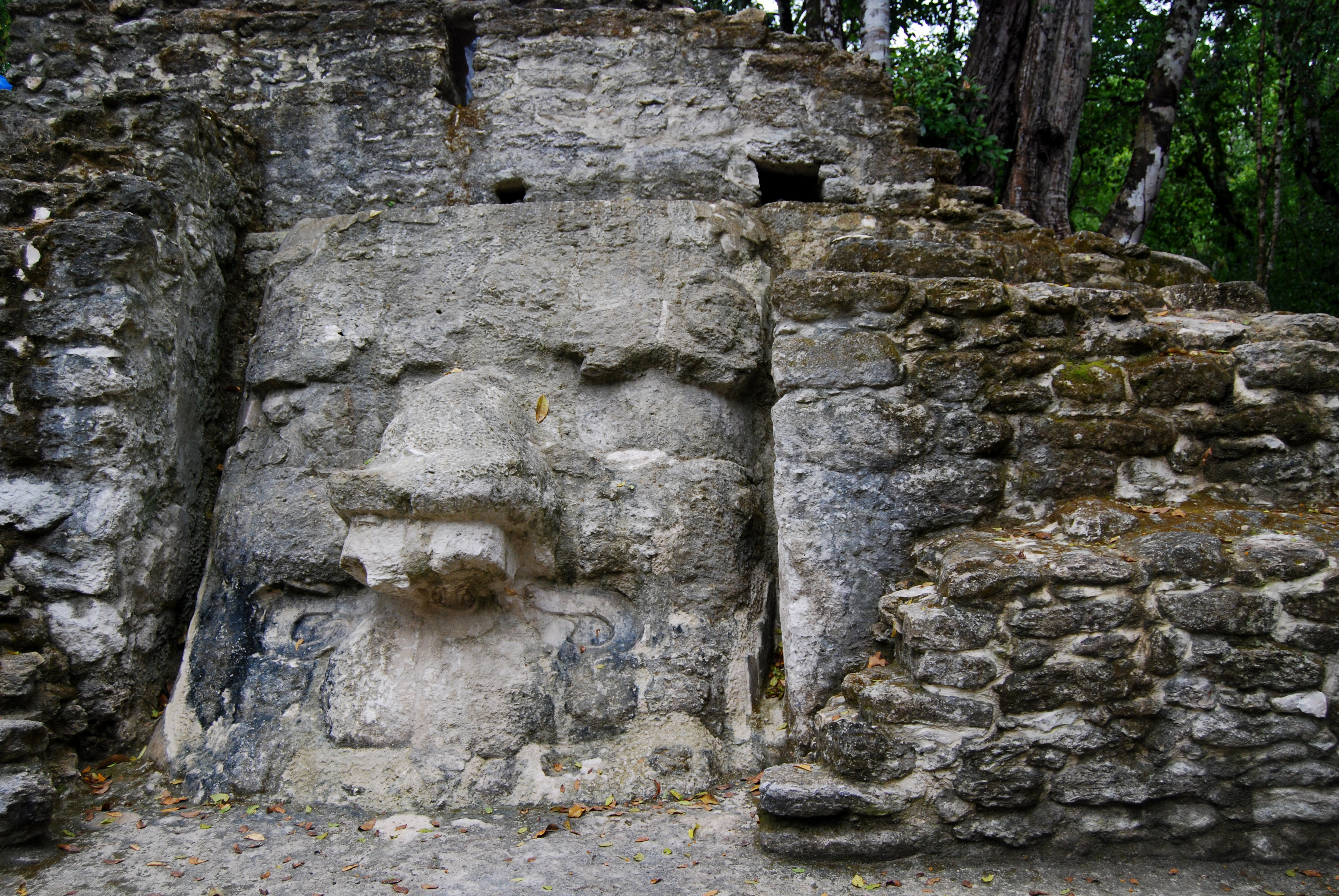
Około dwumetrowej wysokości maska architektoniczna na elewacji piramidy 313 w El Mirador

Na elewacjach piramid w El Mirador i Nakbe zachowały się wielkie maski preklasycznych bogów Majów. Mają po kilka metrów wysokości i nawet 11 m szerokości. Na maskach architektonicznych zdobiących fasadę starszej fazy budowli Jaguar Paw w El Mirador zachowała się nawet oryginalna polichromia. W Chacte, jednym ze stanowisk satelitarnych El Mirador, gdzie w 2013 r. odkryto również grupę E, odkopano program rzeźbiarski, który zawiera elementy porównywalne zarówno z ikonografią Wyżyn Majów (Tak'alik Ab'aj i Kaminaljuyu w Gwatemali), Przesmyku Tehuntepec (Izapa w Chiapas), jak i z preklasycznym Calakmul czy San Bartolo. 

#### Relief w El Mirador – mit kreacyjny Majów

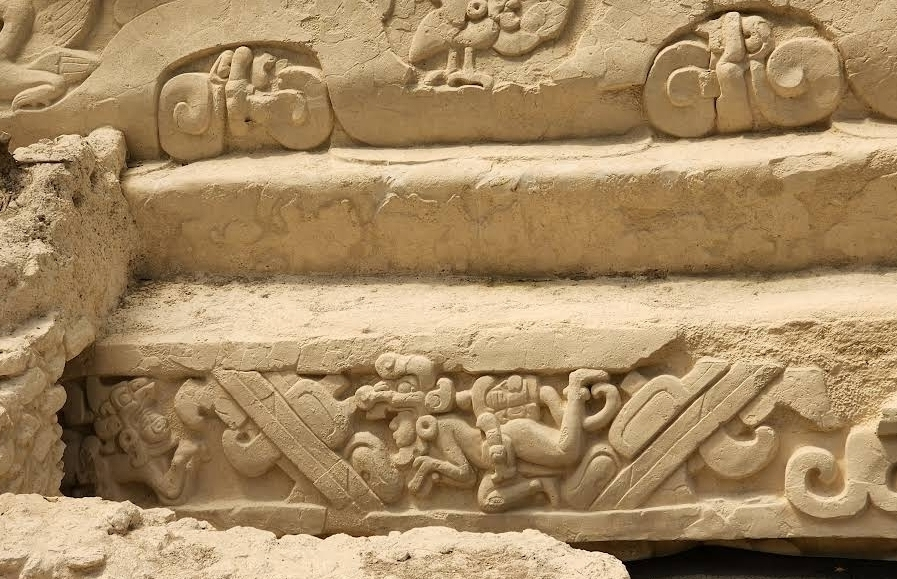
Relief z głównego akropolu El Mirador zdobil ścianę kolektora wody. Scena ucieczki Bohaterskich Bliźniaków z zaświatów mogła częściowo być zanurzona (fot: Konjiki1)

Najbardziej wartościowym znaleziskiem okazał się być, jak dotąd, datowany na 400-200 p.n.e. relief pochodzący z centralnego akropolu El Mirador. Przedstawia on scenę ucieczki Bohaterskich Bliźniaków przez zalane wodą zaświaty z odciętą głową ojca – Hun Nal Ye / Hun Ixim, który odrodzi się później jako bóg kukurydzy. Jest to jedna z najstarszych ilustracji mitu kreacyjnego Majów, znanego początkowo jedynie z postkolonialnej relacji Popol Vuh i dowód na udział niecki Mirador w panmezoamerykańskim kręgu kulturowym, z animowanym krajobrazem i specyficzną rolą jaskiń jako portali w zaświaty. Scena odrodzenia boga kukurydzy wyobrażona została na datowanym na 150 p.n.e. fresku z San Bartolo (Peten, Gwatemala).

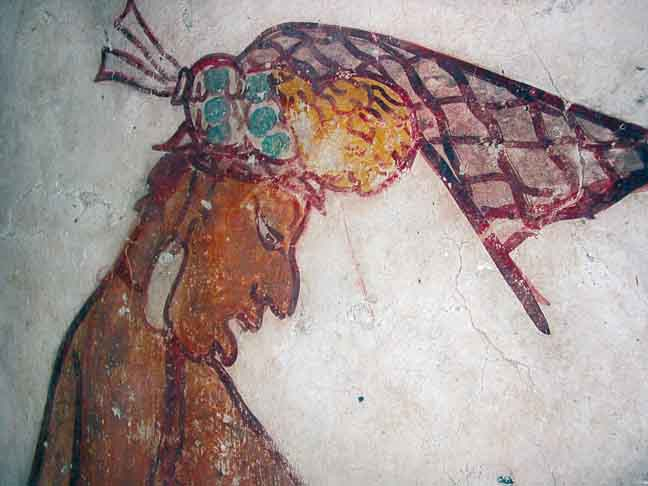
Fragment późnoklasycznego fresku z Calakmul

#### Preklasyczne reliefy z Calakmul
Najbogatsze graficznie reliefy znalezione do tej pory pochodzą jednak z Calakmul. Odkryto je we wnętrzu wielkiej piramidy II, na elewacji jednej z najstarszych faz tej centralnej budowli miasta, datowanej na 400-300 p.n.e. W początkach epoki późnopreklasycznej była to dwupoziomowa platforma w kształcie czteroliścia, który w kosmologii Mezoameryki symbolizuje wyjście ze świętej jaskini. Relief na elewacji struktury sub-IIC-1 znajdującej się na platformie przedstawia boga Chaaka i konglomeraty bóstw niebiańskich: Pierwotnego Ptasiego Bóstwa (ang: Primary Bird Deity), kojarzonego z bogiem-stwórcą – Itzamną oraz bóstwa solarnego – K’inich Ahau. Umieszczone pod spodem maszkarony, na których zachowała się oryginalna polichromia, przedstawiają odradzającego się boga kukurydzy o olmeckich rysach, wyłaniającego się otwartej paszczy zoomorficznej istoty, reprezentującej portal z zaświatów. Przez środek tej budowli prowadzi tunel o owalnym sklepieniu, symbolizujący świętą jaskinię. Odkryto w nim fresk przedstawiający boga kukurydzy uzbrojonego we włócznię.

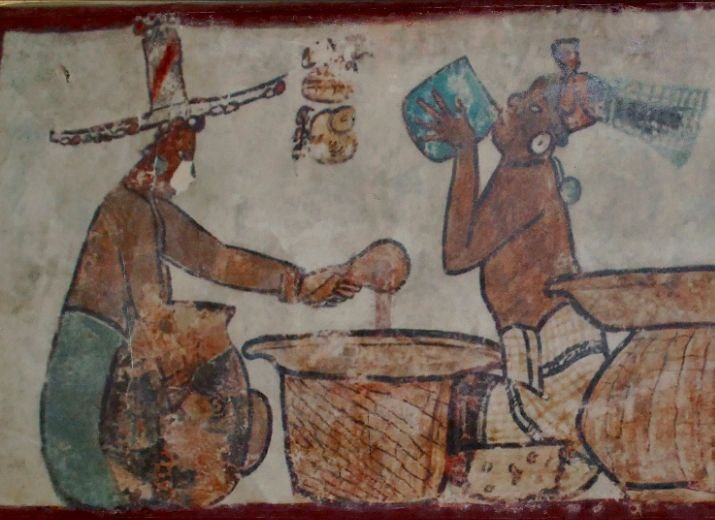
Fragment późnoklasycznego fresku z Calakmul

### Klasyczne malarstwo z Calakmul
Malarstwo ścienne złotego wieku Majów to, jak do tej pory, nieliczne tylko zachowane i odkryte przykłady wielobarwnych fresków. Do najsłynniejszych należą dworskie sceny z Bonampak (Chiapas, Meksyk) i Xultun (Peten, Gwatemala), sceny batalistyczne z Cacaxtla (Tlaxcala) czy Chilonche (Peten, Gwatemala) oraz odkryte w 2004 r. sceny z targowiska Chiiknahb' (Calakmul) – jedyne znane przedstawienia życia codziennego w sztuce Majów. Z fresków tych wiemy w jaki sposób Majowie wyglądali na co dzień oraz jakimi towarami handlowali

## Informacje dodatkowe

### Sacbé(l.mn.sacbeób) – drogi Majów
Z wyjątkiem prawie stukilometrowej długości sacbé, która połączyła w epoce późnoklasycznej (550-830 n.e.) Coba z odległą placówką militarną w Yaxuna, czy ponaddwudziestokilometrowej sacbé, która łączyła prawdopodobnie równorzędne ośrodki Kabah i Uxmal w regionie Puuc, Majowie w okresie klasycznym (250-909 n.e.) nie budowali długich dróg międzymiastowych. Wytłumaczeniem dla tak potężnych inwestycji w okresie preklasycznym (1000 p.n.e. - 250 n.e.) mogła być konieczność szybkiego i sprawnego przerzucania dużych ilości wojsk wewnątrz spójnego organizmu państwowego, jak w Imperium Rzymskim.

### Grupy E – architektoniczne ogniska cywilizacji i obserwatoria solarne
Grupy E to układy architektury składające się z piramidy, bądź niewysokiej platformy na zachodzie i szerokiej platformy na wschodzie, z główną osią całego układu skierowaną w miejsce wschodu albo zachodu słońca w określonym dniu roku, ale pojawiały się również inne orientacje. Dość długo ich inwencja przypisywana była Majom, ponieważ były najstarszymi grupami architektury, wokół których ogniskowały się pierwsze zarzewia cywilizacji na Nizinach Majów, gdzie zostały bardzo szeroko rozpowszechnione. Później odkryto jednak wczesnopreklasyczne (2000-1000 p.n.e.) grupy E w ramach układów MFC (Middle Formative Chiapas) na wybrzeżu Pacyfiku oraz pochodzące z samego początku epoki środkowopreklasycznej (1000-400 p.n.e.) grupy E wchodzące w skład kompleksów architektonicznych MFU (Middle Formative Usumacinta), odkryte za pomocą LiDAR w drugiej dekadzie XX w. Nadal niewydatowana grupa E widnieje na mapach olmeckiego San Lorenzo Tenochtitlan, uznawanego za najstarsze miasto Mezoameryki.  

### Puchary dynastyczne Kaanul

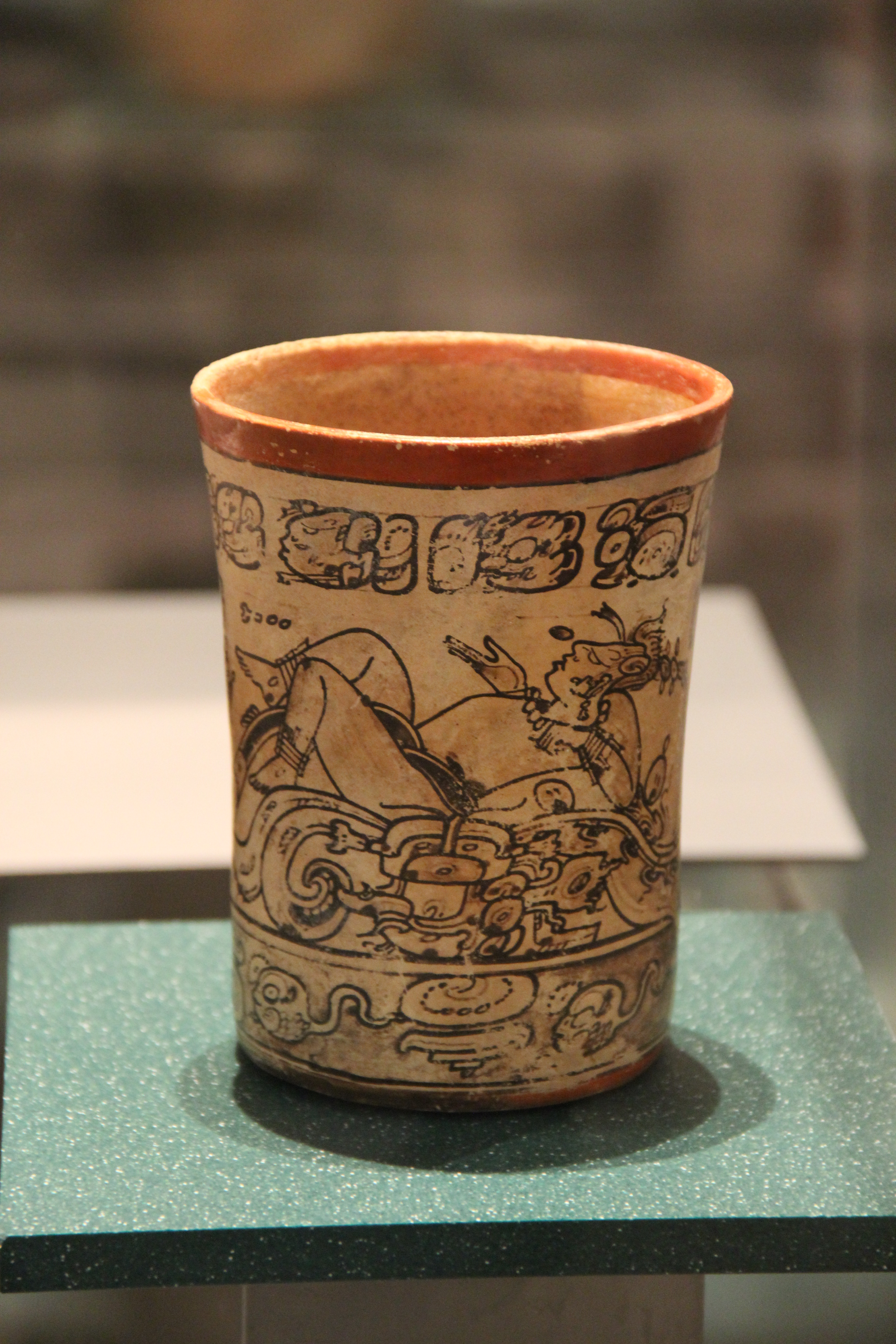
Puchar w stylu kodeksowym, Calakmul

Puchary dynastyczne (wazy dynastyczne) Kaanul to grupa naczyń wykonanych w stylu kodeksowym w okolicach Nakbe. Niestety, oprócz kilku fragmentów znalezionych w Calakmul, wszystkie pochodzą z prywatnych albo muzealnych kolekcji i nieznane są miejsca ich pozyskania. Pozbawione kontekstu przedmioty przedstawiają sekwencje od kilku do kilkunastu władców dynastii Węża (Kaanul) z datami koronacji zapisanymi w tzw. kołach czasu (kombinacje dat z kalendarzy tzolk’in i haab’, jakie powtarzają się co 52 lata). Niestety, kolejność władców z naczyń oraz daty ich koronacji nie zgadzają się (poza jednym przypadkiem) z tymi znanymi z inskrypcji na monumentach. Żadne z naczyń nie zawiera też imion władców Kaanul panujących w Calakmul, mimo iż zostały one wykonane za czasów ich panowania. Część badaczy, mimo ww. problemów stara się umiejscowić tę dynastię z pucharów w Dzibanche, być może z przesunięciem wstecz do epoki preklasycznej (1000 p.n.e – 250 n.e.) i na pobliskie preklasyczne stanowisko Ichkabal. Inni korzeni dynastii Kaanul poszukują w niecce Mirador-Calakmul – tam, gdzie wykonane zostały naczynia i w preklasycznym El Mirador.

### Zwiady lotnicze nad półwyspem Jukatan w początkach XX w.
W latach 1929 i 1930 nad Jukatanem przeprowadzono dwie serie lotów, których celem było wypatrywanie zaginionych miast Majów, ukrytych w selwie. Pierwszą misję przeprowadził brygadier Charles A. Lindbergh (1902-1974) i jego żona Anne Morrow Lindbergh (1906-2001) we współpracy z Carnegie Institution of Washington. Drugą dr John Alden Mason (1885-1967) oraz Gregory Mason (1889-1968), Robert A. Smith i Percy C. Madeira, Jr. (1889-1967) przy wsparciu The University of Pennsylvania Museum of Archaeology and Anthropology. W trakcie analizy fotografii zgromadzonych podczas tych misji kompleksy piramid triadycznych La Danta i El Tigre w El Mirador zaklasyfikowano jako wygasłe wulkany. Nikt bowiem nie spodziewał się tak ogromnych piramid.

### Ian Graham i odkrycie preklasycznego imperium
Ian Graham (1923-2017) spostrzegł na horyzoncie porośnięte drzewami szczyty piramid La Danta i El Tigre w trakcie powrotu awionetką z badań w Rio Azul (Peten, Gwatemala). W trakcie pierwszej ekspedycji przedarł się do Naachtun, ale zorientował się, iż jest to stanowisko odkryte wcześniej przez Morleya. Podczas kolejnych wypraw udało mu się dotrzeć do Nakbe, El Mirador, El Tintal i El Güiro („odkrytego” później ponownie w ramach ekspedycji telewizji Discovery i nazwane Wakna). Grahama zaskoczyły zarówno rozmiary jak i wiek piramid, które określił bezbłędnie, jako preklasyczne (1000 p.n.e. – 250 n.e.). Dopiero pierwsze badania archeologiczne pod koniec lat 70. XX w. potwierdziły jego ekspertyzę, która była w międzyczasie uznawana za niewiarygodną.

### Popol Vuh jako relacja mitu kreacyjnego Majów
Mit kreacyjny Majów znany jest z tzw. rękopisu z Chicicastenango (Gwatemala), zatytułowanego Popol Vuh – Księga Rady Narodu K’iche (Quiche). Jest to transkrypcja nieznanego kodeksu Majów, spisanego w latach 1554-1558 n.e. w Q’umarkaj (Utatlan), ówczesnej stolicy K’iche’, ale opartego na wcześniejszych wersjach. Długo powątpiewano w autentyczność przekazu, wskazując na ryzyko skażenia pierwotnych wierzeń Majów Chrześcijaństwem, jednak Michael D. Coe (1929-2019) wskazał na liczne przedstawienia scen odzwierciedlających mit kreacyjny w ikonografii okresu klasycznego (250-909 n.e.). Odkrycia archeologiczne w San Bartolo, El Mirador i Uaxactun pozwoliły na przesunięcie wstecz horyzontu czasowego mitu kreacyjnego Majów do okresu preklasycznego.